# Clima de Bangladés

Bangladés.

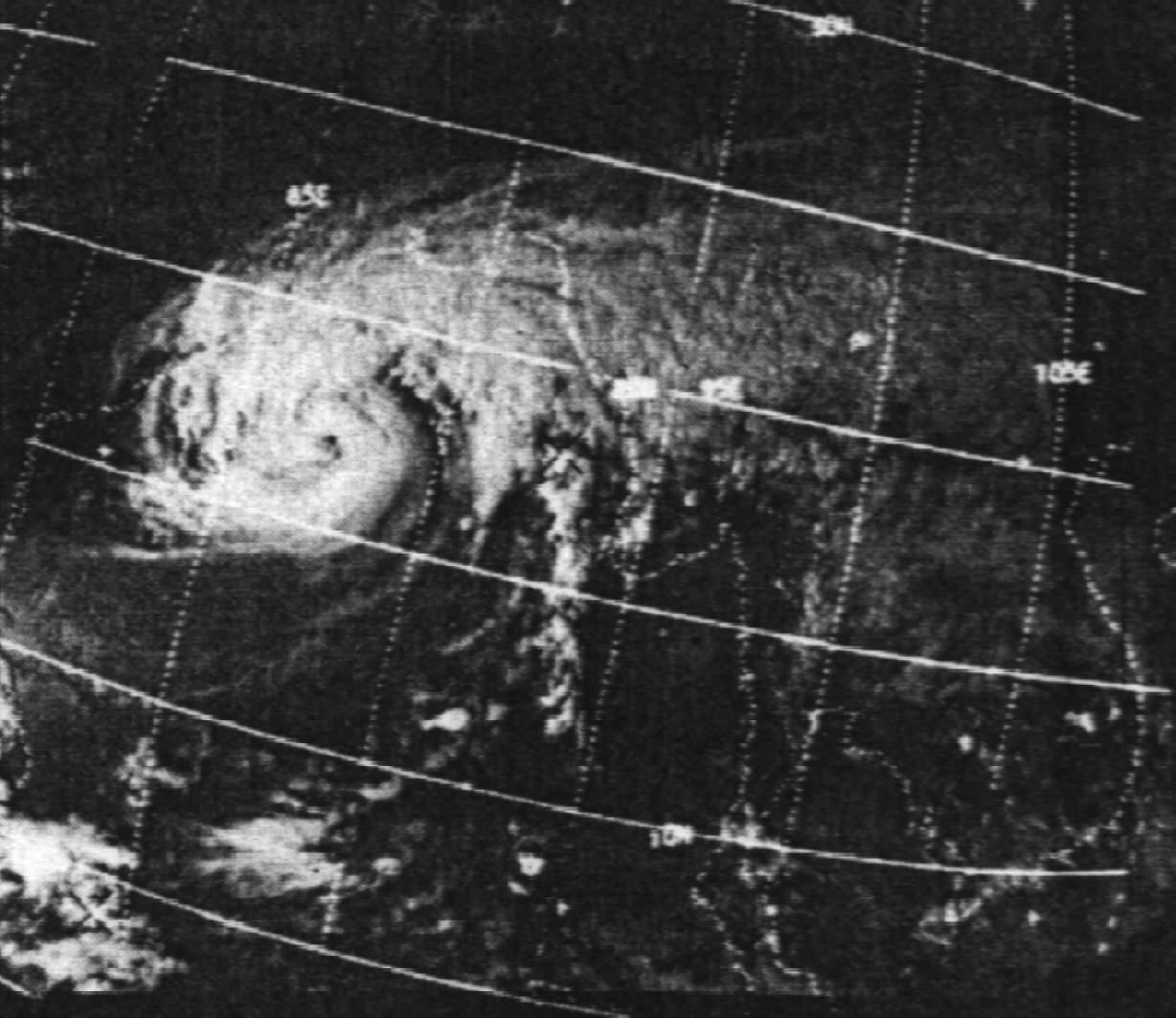
El ciclón Bhola el 11 de noviembre de 1970, a las 8:58 UTC.

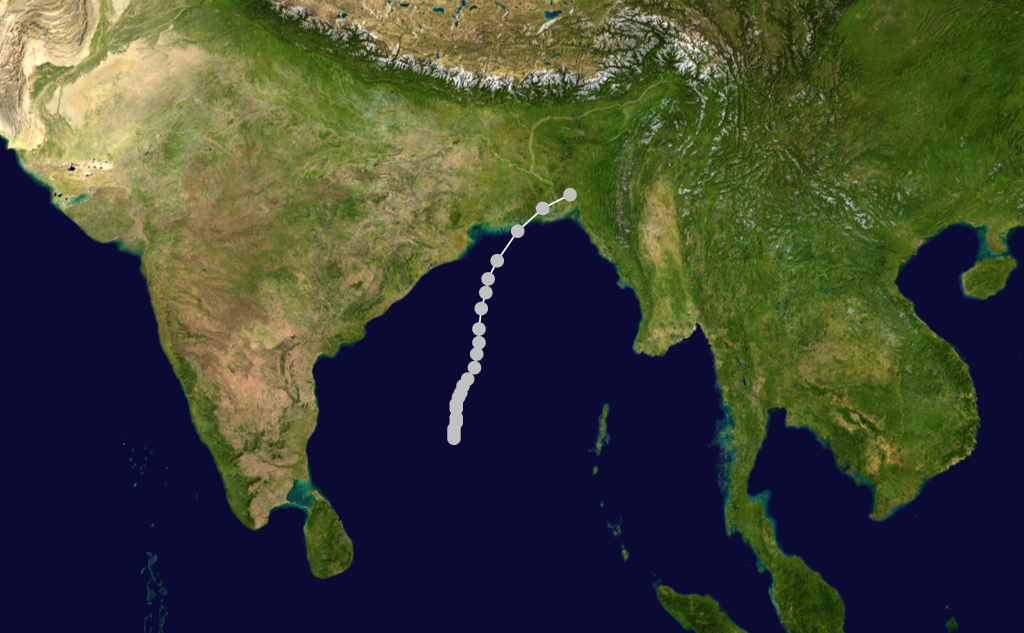
Trayectoria del ciclón Bhola hacia Bangladés.

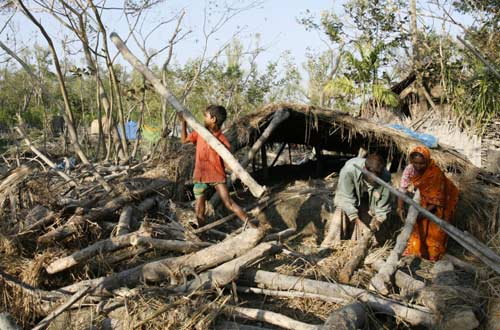
Damnificados tras un desastre climático en Bangladés.

El clima de Bangladés es de tipo tropical y subtropical, con una temporada moderada y seca (temperatura mínimas de 21 °C), de noviembre a febrero y una temporada de lluvias desde abril hasta octubre. El monzón -el viento estacional que se produce por el desplazamiento del cinturón ecuatorial- se desplaza por Bangladés de junio a septiembre, y suele causar inundaciones. La temporada de huracanes puede aparecer entre mayo y junio y entre octubre y noviembre. De marzo a mayo las temperaturas y la humedad son muy altas (35 °C), con posibilidad de grandes tormentas.

## Clima extremo
Bangladés es uno de los países asiáticos más vulnerables a los efectos del cambio climático por la frecuencia en la que ocurren varios fenómenos meteorológicos extremos sumándose su alta densidad de población. Las inundaciones y los ciclones son habitualmente con una gran potencia arrasadora y causan graves daños en el país. Este clima tan extremo con el aumento del nivel del mar se ha ido aumentando en el transcurso de los últimos años.
En Bangladés tuvo lugar el tornado más devastador de la historia y también ha caído el granizo más pesado del mundo, que registró un peso de 1kg -2,2 lb, equivalente al peso de siete bolas de béisbol-. Tan sólo los daños de este granizo provocaron el fallecimiento de 92 personas y en la vecina región de India tuvo lugar la tormenta de granizo más devastadora, con 246 fallecidos.

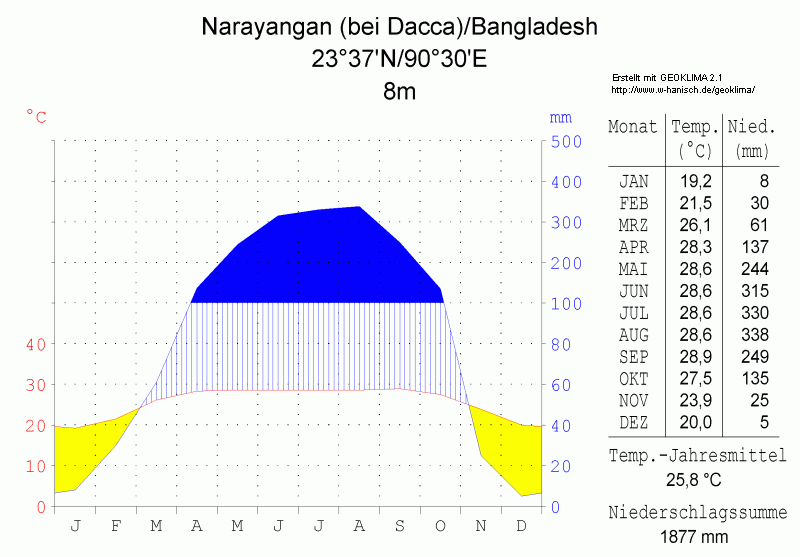
Cuadro climático comparativo entre temperaturas y precipitaciones en Bangladés (datos proporcionados por Geoklima).

## Estudio de la meteorología de Bangladés
El Departamento Meteorológico de Bangladés, también conocido como Oficina "Abohawa" (Oficina del tiempo) es la organización nacional de meteorología de Bangladés, trabajando bajo el Ministerio de Defensa del Gobierno de Bangladés. Es responsable del mantenimiento de la red de aguas superficiales y observatorios en altitud, las estaciones de radar y satélite, observatorios agrometeorológicos, geomagnético y observatorios sismológicos, así como el sistema de telecomunicaciones meteorológicas de Bangladés.